# Villa Rustica (Chilgrove 2)
Eine Villa Rustica im Chilgrove-Tal in Sussex (England) wurde im Jahr 1965 zum großen Teil ausgegraben. Sie wird in der Grabungspublikation als Villa Chilgrove 2 bezeichnet, da es noch eine weitere Villa Rustica in der Nähe gibt, die als Villa Chilgrove 1 bezeichnet wird.
Die ältesten Reste an der Stelle der Villa datieren an das Ende des ersten Jahrhunderts n. Chr. Es handelt sich um zwei Holzbauten, die innerhalb einer Umzäumung standen. In einer zweiten Phase bestand die Villa aus mindestens fünf Räumen (in einer Reihe) mit einem vorgesetzten Korridor. Diese Phase kann bisher nicht datiert werden. Am Ende des dritten Jahrhunderts wurde die Villa weiter ausgebaut. Es handelte sich nun um einen Feuersteinbau mit einem Korridor an der Frontseite und mehreren dahinter liegenden Räumen. Eine vierte Phase der Villa datiert in das erste Viertel des vierten Jahrhunderts. Die Villa wurde erheblich ausgebaut. Der eigentliche Wohnbau blieb weitestgehend unverändert, wurde jedoch mit einfachen dekorlosen Mosaiken (Opus tessellatum) ausgestattet. Neben dem Wohnhaus entstand eine große Scheune und auf der linken Seite wurde ein Badehaus errichtet. Die Scheune hatte auch drei Räume, die wahrscheinlich als Wohnräume dienten, jedenfalls sind zwei Räume mit einem einfachen Mosaik dekoriert.
Die Villa wurde am Ende des vierten Jahrhunderts verlassen.